# Suicide Squad: Kill the Justice League
Suicide Squad: Kill the Justice League es un videojuego de disparos de acción y aventuras de mundo abierto desarrollado por WB Games Montreal (Canadá) y publicado por Warner Bros. Games. Basado en el equipo Escuadrón Suicida de DC Comics, es un spin-off de la serie Batman: Arkham, y una continuación de Batman: Arkham Knight (2015). Cinco años después de los eventos de Arkham Knight, la historia del juego sigue al equipo titular de supervillanos, quienes son reunidos por Amanda Waller y enviados a Metrópolis para detener al invasor alienígena Brainiac y matar a los miembros de la Liga de la Justicia que cayeron bajo su influencia.
Suicide Squad: Kill the Justice League se presenta desde una perspectiva en tercera persona y su diseño de mundo abierto permite a los jugadores, ya sea de forma individual o cooperativa, recorrer libremente Metrópolis. El juego se anunció en agosto de 2020 y su lanzamiento estaba previsto para 2022, pero sufrió varios retrasos. Contaba con un periodo de acceso anticipado para los propietarios de la edición de lujo, que comenzó el 29 de enero de 2024.
Kill the Justice League se lanzó para PlayStation 5, Windows y Xbox Series X/S el 2 de febrero de 2024. El juego recibió críticas mixtas, que elogiaron la historia y la jugabilidad de su campaña, pero criticaron su repetición y los elementos de servicio en vivo. El juego no cumplió con las expectativas de ventas de Warner Bros. Games. Rocksteady anunció el fin del soporte para el juego en enero de 2025 tras la última actualización de la historia posterior al lanzamiento.

## Jugabilidad
Suicide Squad: Kill the Justice League es un videojuego de acción y aventuras ambientado en un mundo abierto con base en Metrópolis. Los jugadores controlan al Escuadrón Suicida, que cuenta con un total de ocho personajes jugables, incluidos los cuatro miembros iniciales, Deadshot, Harley Quinn, Capitán Boomerang y el Rey Tiburón, y las incorporaciones posteriores al lanzamiento del Guasón, la Sra. Freeze, Lawless, y Deathstroke. Aunque se puede jugar en solitario, el juego cuenta con un modo multijugador cooperativo para cuatro jugadores. En solitario, los jugadores pueden cambiar de personaje a voluntad, mientras que los demás personajes son controlados por la IA.
Cada personaje tiene acceso a tres clases de armas, y cada clase es compartida por varios personajes. Cada personaje tiene un estilo de combate cuerpo a cuerpo y un método de desplazamiento únicos, como Harley Quinn, que usa una porra y se desplaza con el gancho de Batman. Se incluye un sistema de progresión del árbol de habilidades, que permite a los jugadores reespecificar habilidades en cualquier momento del juego para experimentar con diferentes configuraciones. El contenido posterior al lanzamiento se lanzó en forma de "temporadas", con frecuentes actualizaciones de contenido gratuitas que presentaban nuevas ubicaciones, actividades y personajes jugables.

## Premisa
El juego está ambientado en el universo previamente establecido por la serie Batman: Arkham y tiene lugar 5 años después de los eventos de Batman: Arkham Knight. Amanda Waller (Debra Wilson) crea un grupo de trabajo conocido como Escuadrón Suicida que está compuesto por los presos del Manicomio Arkham: Harley Quinn, Capitán Bumerang, Deadshot y King Shark  para una misión encubierta en Metrópolis. Solo cuando llegan a la ciudad se dan cuenta de la gravedad de la situación. 
Brainiac ha invadido la Tierra y ha comenzado a lavar el cerebro de sus habitantes, incluidos los miembros de la Liga de la Justicia Superman, Flash y Linterna Verde, y Batman, con Mujer Maravilla como único miembro aparente que no está bajo el control de Brainiac. Sin la ayuda de los héroes, depende del Escuadrón Suicida salvar el mundo asesinando a la Liga de la Justicia y deteniendo a Brainiac.

## Desarrollo
Un videojuego basado en Suicide Squad fue anunciado por primera vez por el entonces director creativo de DC Comics, Geoff Johns, en julio de 2010. En febrero de 2012, explicó que el juego estaba en desarrollo y agregó que "Debido al concepto, tienes un juego donde cualquiera de los personajes principales posiblemente pueda morir y no es un truco. Una historia realmente genial podría surgir de eso". La formación del Escuadrón Suicida fue objeto de burlas al final de Batman: Arkham Origins en 2013, desarrollado por Warner Bros Games Montreal, que presentaba una escena posterior a los créditos en la que Amanda Waller le pide a Deathstroke que se una al equipo, y en Batman: Arkham Origins Blackgate, en el que Deadshot y Bronze Tiger se unen al equipo con Bane en consideración. En los años posteriores al lanzamiento de Batman: Arkham Knight, ha habido rumores que sugerían que WB Games Montreal estaba trabajando en un juego de Suicide Squad, pero el equipo de desarrollo o el editor no hicieron ningún anuncio oficial. En diciembre de 2016, Jason Schreier de Kotaku reveló que el título fue cancelado.
Rocksteady Studios anunció Suicide Squad: Kill the Justice League en agosto de 2020. Inicialmente se rumoreaba que Rocksteady, el creador de la franquicia Batman: Arkham, estaba trabajando en un juego con el tema de Superman, que luego desacreditaron. El primer tráiler del juego se estrenó en DC FanDome el 22 de agosto de 2020. Como el juego se desarrolla en el "Arkhamverso", los hilos de la trama se establecieron en la serie Batman: Arkham, incluida la muerte del Joker en Batman: Arkham City y la revelación pública de la identidad de Batman como Bruce Wayne en Batman: Arkham Knight, continuaría en Suicide Squad: Kill the Justice League. La empresa con sede en Los Ángeles Unbroken Studios está ayudando a Rocksteady en el desarrollo del juego.

## Cómic precuela
Un cómic de precuela titulado Suicide Squad: Kill Arkham Asylum iba a ser lanzado originalmente el 30 de mayo de 2023, cuatro días después de que el juego se lanzara originalmente, pero se retrasó hasta octubre de 2024, y luego se llevó al 6 de febrero. Su historia tiene lugar entre los eventos de Batman: Arkham Knight y Suicide Squad: Kill The Justice League, y trata sobre cómo Amanda Waller tomó el control del Asilo Arkham y reclutó a la Fuerza Especial X para su misión de salvar a la Liga de la Justicia.